# 普蘭泰申莫比爾霍姆帕克 (佛羅里達州)
普蘭泰申莫比爾霍姆帕克（英語：Plantation Mobile Home Park）是位於美國佛羅里達州棕櫚灘縣的一個人口普查指定地區。

## 地理
普蘭泰申莫比爾霍姆帕克的座標為26°42′09″N 80°07′57″W / 26.70250°N 80.13250°W，而該地最高點為海拔高度5米（即16英尺）。

## 人口
根據2010年美國人口普查的數據，普蘭泰申莫比爾霍姆帕克的面積為0.70平方千米，當中陸地面積為0.70平方千米，而水域面積為0.00平方千米。當地共有人口1218人，而人口密度為每平方千米1,740人。